# Oleta Adams
Oleta Adams (Seattle, 4 de maio de 1953) é uma cantora norte-americana de gospel e soul que atua solo, mas que já participou em projetos musicais com outros artistas de renome como por exemplo o grupo Tears for Fears,   Phil Collins e Elton John.
O seu maior sucesso foi o álbum "Circle of One" com sucessos como "Get Here" e "Rhythm Of Life".

## Discografia

### Álbuns de Estúdio
- 1982 - Oleta Adams
- 1983 - Going on Record
- 1990 - Circle of One
- 1993 - Evolution
- 1995 - Moving On
- 1997 - Come Walk with Me
- 2001 - All the Love
- 2006 - Christmas Time with Oleta
- 2009 - Let's Stay Here
- 2017 - Third Set

### Coletâneas
- 1996 - The Very Best of Oleta Adams
- 2004 - The Ultimate Collection - Oleta Adams

## Singles
| Single                                                | Ano  | Desempenho nas Paradas Musicais | Desempenho nas Paradas Musicais | Desempenho nas Paradas Musicais | Desempenho nas Paradas Musicais | Desempenho nas Paradas Musicais | Desempenho nas Paradas Musicais | Desempenho nas Paradas Musicais | Desempenho nas Paradas Musicais | Desempenho nas Paradas Musicais | Desempenho nas Paradas Musicais | Desempenho nas Paradas Musicais | Desempenho nas Paradas Musicais | Álbum                                                          |
| Single                                                | Ano  | U.S.                            | U.S. R&B                        | U.S. AC                         | UK                              | ARIA Charts                     | SNEP                            | Media Control Charts            | Irish Singles Chart             | Italian Singles Chart           | MegaCharts                      | RIANZ                           | RPM                             | Álbum                                                          |
| ----------------------------------------------------- | ---- | ------------------------------- | ------------------------------- | ------------------------------- | ------------------------------- | ------------------------------- | ------------------------------- | ------------------------------- | ------------------------------- | ------------------------------- | ------------------------------- | ------------------------------- | ------------------------------- | -------------------------------------------------------------- |
| "Woman in Chains" (with Tears for Fears)              | 1989 | 36                              | —                               | —                               | 26                              | 39                              | 20                              | 45                              | 21                              | 23                              | 16                              | 34                              | 11                              | The Seeds of Love                                              |
| "Rhythm of Life"                                      | 1990 | —                               | 9                               | 21                              | 52                              | —                               | —                               | —                               | —                               | —                               | 39                              | —                               | 56                              | Circle of One                                                  |
| "Circle of One"                                       | 1990 | —                               | —                               | 17                              | 95                              | —                               | —                               | —                               | —                               | —                               | 68                              | —                               | —                               | Circle of One                                                  |
| "Rhythm of Life" (re-release)                         | 1990 | —                               | —                               | —                               | 56                              | —                               | —                               | —                               | —                               | —                               | —                               | —                               | —                               | Circle of One                                                  |
| "Get Here"                                            | 1991 | 5                               | 8                               | 3                               | 4                               | —                               | —                               | 80                              | —                               | —                               | 28                              | 43                              | 26                              | Circle of One                                                  |
| "You've Got to Give Me Room"                          | 1991 | —                               | —                               | —                               | 49                              | —                               | —                               | —                               | —                               | —                               | —                               | —                               | —                               | Circle of One                                                  |
| "Circle of One" (re-release)                          | 1991 | —                               | 27                              | 37                              | 73                              | —                               | —                               | —                               | —                               | —                               | —                               | —                               | 70                              | Circle of One                                                  |
| "Don't Let the Sun Go Down on Me"                     | 1991 | —                               | —                               | —                               | 33                              | —                               | —                               | —                               | —                               | —                               | 32                              | —                               | —                               | Two Rooms: Celebrating The Songs of Elton John & Bernie Taupin |
| "Woman in Chains" (re-release) (with Tears for Fears) | 1992 | —                               | —                               | —                               | 57                              | —                               | —                               | —                               | —                               | —                               | —                               | —                               | —                               | Greatest Hits 82-92                                            |
| "I Just Had to Hear Your Voice"                       | 1993 | —                               | 97                              | —                               | 42                              | —                               | —                               | —                               | —                               | —                               | 28                              | —                               | —                               | Evolution                                                      |
| "Window of Hope"                                      | 1993 | —                               | —                               | —                               | 76                              | —                               | —                               | 51                              | —                               | —                               | 13                              | —                               | —                               | Evolution                                                      |
| "Easier To Say (Goodbye)"                             | 1994 | —                               | —                               | —                               | —                               | —                               | —                               | —                               | —                               | —                               | —                               | —                               | —                               | Evolution                                                      |
| "My Heart Won't Lie"                                  | 1994 | —                               | —                               | —                               | —                               | —                               | —                               | —                               | —                               | —                               | —                               | —                               | —                               | Evolution                                                      |
| "We Will Find a Way" (with Brenda Russell)            | 1994 | —                               | —                               | —                               | —                               | —                               | —                               | —                               | —                               | —                               | —                               | —                               | —                               | Non-album single                                               |
| "Never Knew Love"                                     | 1995 | —                               | —                               | —                               | 22                              | —                               | —                               | —                               | —                               | —                               | 16                              | —                               | —                               | Moving On                                                      |
| "Rhythm of Life (Remix)"                              | 1995 | —                               | —                               | —                               | 38                              | —                               | —                               | —                               | —                               | —                               | —                               | —                               | —                               | Non-album single                                               |
| "Life Keeps Moving On"                                | 1995 | —                               | —                               | —                               | —                               | —                               | —                               | —                               | —                               | —                               | —                               | —                               | —                               | Moving On                                                      |
| "We Will Meet Again"                                  | 1996 | —                               | —                               | —                               | 51                              | —                               | —                               | —                               | —                               | —                               | —                               | —                               | —                               | Moving On                                                      |
| "When You Walked Into My Life"                        | 2001 | —                               | —                               | —                               | —                               | —                               | —                               | —                               | —                               | —                               | 90                              | —                               | —                               | All The Love                                                   |
| "I Can't Live a Day Without You"                      | 2002 | —                               | —                               | —                               | —                               | —                               | —                               | —                               | —                               | —                               | —                               | —                               | —                               | All The Love                                                   |
| "Long and Lonely Hours"                               | 2015 | —                               | —                               | —                               | —                               | —                               | —                               | —                               | —                               | —                               | —                               | —                               | —                               | Non-album singles                                              |
| "Safe and Sound"                                      | 2015 | —                               | —                               | —                               | —                               | —                               | —                               | —                               | —                               | —                               | —                               | —                               | —                               | Non-album singles                                              |
| "—" indica que o single não figurou naquela parada    |      |                                 |                                 |                                 |                                 |                                 |                                 |                                 |                                 |                                 |                                 |                                 |                                 |                                                                |

## Prêmios e Indicações
| Ano  | Prêmio                  | Categoria                                      | Trabalho                          | Resultado | Ref.   |
| ---- | ----------------------- | ---------------------------------------------- | --------------------------------- | --------- | ------ |
| 1991 | Soul Train Music Awards | Best R&B/Urban Contemporary New Artist         | —                                 | Indicado  | [ 17 ] |
| 1991 | Grammy Awards           | Best Female Pop Vocal Performance              | "Get Here"                        | Indicado  | [ 18 ] |
| 1992 | Grammy Awards           | Grammy Award para Best R&B Performance, Female | "Don't Let The Sun Go Down On Me" | Indicado  | [ 18 ] |
| 1994 | Soul Train Music Award  | Best R&B Single, Female                        | "I Just Had to Hear Your Voice"   | Indicado  | [ 19 ] |
| 1996 | Grammy Awards           | Best R&B Album                                 | Moving On                         | Indicado  | [ 18 ] |
| 1997 | Grammy Awards           | Best Contemporary Soul Gospel Album            | Come Walk With Me                 | Indicado  | [ 18 ] |